# RuPaul's Secret Celebrity Drag Race
RuPaul's Secret Celebrity Drag Race è un programma televisivo statunitense, in onda sul canale VH1 dal 2020.
Il programma è uno degli spin-off del programma RuPaul's Drag Race e il presentatore è RuPaul. In questa versione, in ogni puntata tre celebrità ricevono un make over e saranno guidati da dei mentori (ex concorrenti del programma) al fine di sfidarsi e vincere soldi per beneficenza.
Come nel programma classico, i concorrenti devono mostrare le loro doti di intrattenitori sfidandosi in alcune delle sfide più famose del programma, come lo Snatch Game (versione drag del noto show televisivo americano The Match Game). I concorrenti vengono giudicati per le loro performance dai giudici dello show: lo stesso RuPaul, Michelle Visage, Carson Kressley e Ross Mathews.

## Format

### Puntate
Ogni puntata si divide, generalmente, in tre fasi:
- La mini sfida: in ogni mini sfida i concorrenti viene chiesto di svolgere una sfida con caratteristiche e tempi differenti.
- La sfida principale: in ogni sfida principale ai concorrenti viene chiesto di svolgere una sfida.
- L'annuncio del vincitore: al termine della sfida principale i concorrenti mostrano il loro look da drag queen, e a differenza della versione originale, tutti i concorrenti devono sfidarsi cantando in play back una canzone assegnata. Il migliore viene dichiarato il vincitore della puntata e ricevere 30.000 dollari da donare in beneficenza a un ente di sua scelta.

### Giudici
- RuPaul, oltre ad essere mentore per i concorrenti, RuPaul è anche uno dei giudici. Alla fine di ogni puntata è lui a decidere quale dei concorrenti vince la puntata[5].
- Michelle Visage, conduttrice radiofonica e cantante,  entra nel cast del programma a partire dalla terza edizione di RuPaul's Drag Race[5].
- Carson Kressley, esperto di moda americano, entra nel cast del programma a partire dalla terza edizione di RuPaul's Drag Race[5].
- Ross Mathews, conosciuto per le sue apparenze in molti programmi, fu invitato ad essere un giudice speciale nella quarta edizione RuPaul's Drag Race, ma entra a far parte del cast del programma a partire dalla settima edizione[5].

### Special guest
- Dolly Parton
- Love Connie

## Mentori
Gli ex concorrenti che hanno preso parte al programma in qualità di mentori sono stati:
| Mentore              | Edizioni              | Apparizioni | Vittorie |
| -------------------- | --------------------- | ----------- | -------- |
| Alyssa Edwards       | 5ª edizione           | 2           | 0        |
| Alyssa Edwards       | 2ª edizione All Stars | 2           | 0        |
| Asia O'Hara          | 10ª edizione          | 1           | 1        |
| Bob the Drag Queen   | 8ª edizione           | 2           | 1        |
| Kim Chi              | 8ª edizione           | 1           | 1        |
| Monét X Change       | 10ª edizione          | 1           | 0        |
| Monét X Change       | 4ª edizione All Stars | 1           | 0        |
| Monique Heart        | 10ª edizione          | 1           | 0        |
| Monique Heart        | 4ª edizione All Stars | 1           | 0        |
| Nina West            | 11ª edizione          | 1           | 1        |
| Trinity the Tuck     | 9ª edizione           | 1           | 0        |
| Trinity the Tuck     | 4ª edizione All Stars | 1           | 0        |
| Trixie Mattel        | 7ª edizione           | 1           | 1        |
| Trixie Mattel        | 3ª edizione All Stars | 1           | 1        |
| Vanessa Vanjie Mateo | 10ª edizione          | 1           | 1        |
| Vanessa Vanjie Mateo | 11ª edizione          | 1           | 1        |

## Concorrenti
Le dodici celebrità che hanno preso parte al reality show, divisi per puntata, sono state:
| Episodio | Celebrità        | Occupazione              | Nome Drag             | Mentore              | Posizionamento | Ente Beneficenza                      |         |
| -------- | ---------------- | ------------------------ | --------------------- | -------------------- | -------------- | ------------------------------------- | ------- |
| 1        | Jordan Connor    | Attore                   | Babykins La Roux      | Trixie Mattel        | Vincitore      | Cystic Fibrosis Canada                | 30 000$ |
| 1        | Jermaine Fowler  | Comico                   | Miss Mimi Teapot      | Bob the Drag Queen   | Finalista      | RAINN                                 | 10 000$ |
| 1        | Nico Tortorella  | Attore e modello         | Olivette Isyou        | Monét X Change       | Finalista      | Transgender Law Center                | 10 000$ |
| 2        | Vanessa Williams | Cantante e attrice       | Vanqueisha De House   | Asia O'Hara          | Vincitore      | The Trevor Project                    | 30 000$ |
| 2        | Loni Love        | Presentatrice televisiva | Mary J. Ross          | Trinity the Tuck     | Finalista      | Dress For Success                     | 10 000$ |
| 2        | Tami Roman       | Personaggio televisivo   | Miss Shenita Cocktail | Alyssa Edwards       | Finalista      | St. Jude Children's Research Hospital | 10 000$ |
| 3        | Alex Newell      | Cantante                 | Madam That Bitch      | Bob the Drag Queen   | Vincitore      | Hetrick-Martin Institute              | 20 000$ |
| 3        | Dustin Milligan  | Attore                   | Rachel McAdamsapple   | Nina West            | Vincitore      | Project HEAL                          | 20 000$ |
| 3        | Matt Iseman      | Comico                   | Bette Bordeaux        | Kim Chi              | Vincitore      | Arthritis Foundation                  | 20 000$ |
| 4        | Hayley Kiyoko    | Cantante                 | Queen Eleza Beth      | Vanessa Vanjie Mateo | Vincitore      | Planned Parenthood                    | 30 000$ |
| 4        | Madison Beer     | Cantante                 | Coral Fixation        | Monique Heart        | Finalista      | The Trevor Project                    | 10 000$ |
| 4        | Phoebe Robinson  | Comica                   | Cocotini              | Alyssa Edwards       | Finalista      | Product Red                           | 10 000$ |

## Riassunto episodi

### Episodio 1
L'episodio si apre con i primi concorrenti della serie che si introducono nascosti dietro una parete mobile e con la loro voce modificata, mentre i primi mentori della serie, Bob the Drag Queen, Trixie Mattel e Monet X Change, cercano di capire chi sono le celebrità che prenderanno parte alla puntata. Poco dopo i concorrenti entrano nell'atelier. RuPaul fa il suo ingresso annunciando l'inizio di questa serie dando il benvenuto ai primi concorrenti. RuPaul introduce quindi i mentori che guideranno i concorrenti in questa puntata.
- La mini sfida: per la mini sfida, i concorrenti devono effettuare un percorso ad ostacoli; indossando dopo ogni ostacolo tacchi, trucco, vestito e parrucca. Al termine del percorso devono cantare in play back la canzone Jealous of My Boogie di RuPaul. Il vincitore della mini sfida è Jordan Connor, il quale può decidere quale mentore assegnare per se stesso e per gli altri partecipanti. Connor sceglie per se Trixie Mattel, assegna Bob the Drag Queen a Jermaine Fowler e Monét X Change a Nico Tortorella.
- La sfida principale: per la sfida principale, i concorrenti dovranno giocare al gioco più famoso del programma lo Snatch Game, gioco dove i concorrenti dovranno impersonare una celebrità.

| Concorrenti     | Celebrità impersonate |
| --------------- | --------------------- |
| Jordan Connor   | Christine Teigen      |
| Jermaine Fowler | Kevin'a Hart          |
| Nico Tortorella | Lucille Ball          |

- L'annuncio del vincitore: al termine della sfida principale i concorrenti mostrano il loro look da drag queen con il loro nome da drag queen e tutti i concorrenti si sfidano cantando in play back con la canzone Express Yourself di Madonna. Jordan Connor con il nome di Babykins La Roux vince la puntata e riceve 30.000 dollari da donare in beneficenza. Inoltre RuPaul comunica che gli altri due concorrenti ricevono 10.000 dollari da donare in beneficenza.

### Episodio 2
L'episodio si apre con i concorrenti della puntata che si introducono nascosti dietro una parete mobile e con la loro voce modificata, mentre i mentori della puntata, Asia O'Hara, Trinity the Tuck e Alyssa Edwards, cercano di capire chi sono le celebrità che prenderanno parte alla puntata. Poco dopo i concorrenti entrano nell'atelier e poco dopo RuPaul introduce quindi i mentori che guideranno i concorrenti in questa puntata.
- La mini sfida:
- La sfida principale:
- L'annuncio del vincitore: al termine della sfida principale i concorrenti mostrano il loro look da drag queen con il loro nome da drag queen e tutti i concorrenti si sfidano cantando in play back con la canzone You Make Me Feel (Mighty Real) di Sylvester. Vanessa Williams con il nome di Vanqueisha De House vince la puntata e riceve 30.000 dollari da donare in beneficenza. Inoltre RuPaul comunica che gli altri due concorrenti ricevono 10.000 dollari da donare in beneficenza.

### Episodio 3
L'episodio si apre con i concorrenti della puntata che si introducono nascosti dietro una parete mobile e con la loro voce modificata, mentre i mentori della puntata, Kim Chi, Nina West e Bob The Drag Queen, cercano di capire chi sono le celebrità che prenderanno parte alla puntata. Poco dopo i concorrenti entrano nell'atelier e poco dopo RuPaul introduce quindi i mentori che guideranno i concorrenti in questa puntata.
- La mini sfida:
- La sfida principale: Per la sfida principale i concorrenti prendono parte al RuPaul Roast, numero comico in cui devono "leggere" RuPaul, gli altri concorrenti e i giudici davanti ad un pubblico.
- L'annuncio del vincitore: al termine della sfida principale i concorrenti mostrano il loro look da drag queen con il loro nome da drag queen e tutti i concorrenti si sfidano cantando in play back con la canzone It's All Coming Back to Me Now di Céline Dion. RuPaul annuncia che è un pareggio e che tutti i concorrenti vincono la puntata. In questo modo ogni concorrente riceve 20.000 dollari da donare in beneficenza.

### Episodio 4
L'episodio si apre con i concorrenti della puntata che si introducono nascosti dietro una parete mobile e con la loro voce modificata, mentre i mentori della puntata, Alyssa Edwards, Monique Heart e Vanessa Vanjie Mateo, cercano di capire chi sono le celebrità che prenderanno parte alla puntata. Poco dopo i concorrenti entrano nell'atelier e poco dopo RuPaul introduce quindi i mentori che guideranno i concorrenti in questa puntata.
- La mini sfida:
- La sfida principale:
- L'annuncio del vincitore: al termine della sfida principale i concorrenti mostrano il loro look da drag queen con il loro nome da drag queen e tutti i concorrenti si sfidano cantando in play back con la canzone California Gurls di Katy Perry. Hayley Kiyoko con il nome di Queen Eleza Beth vince la puntata e riceve 30.000 dollari da donare in beneficenza. Inoltre RuPaul comunica che gli altri due concorrenti ricevono 10.000 dollari da donare in beneficenza.